# طريق 205 (السعودية)
الطريق 205 أو طريق الباحة-الطائف أحد الطرق الثانوية في السعودية. يبدأ الطريق جنوباً من تقاطعه مع الطريق السريع 15 في الباحة باتجاه الشمال مروراً ببلاد زهران وينتهي عند تقاطعه مع الطريق السريع 15 شرق الطائف.